# Антоній Аудзевич
Антоній Аудзевич (пол. Antoni Franciszek Audziewicz; 21 вересня 1834, Тельшяй, парафія Скрабіт — 10 червня 1895, Вільнюс) — римо-католицький діяч, єпископ Вільнюський. 

## Життєпис
З 1855 по 1859 навчався у Віленській духовній семінарії та був висвячений на священника у 1859.  
З 1860 — капелан лікарні Св. Якуба, учитель релігії у вільнюських гімназіях, вікарій у парафіях Верки, Тургелі, Нові Троки та Радашковичі.  
З 1872 по 1884 — професор теологічної академії в Петербурзі (ректор у 1883).  
У грудні 1889 — єпископ Вільнюський, прийняв чернецтво 25 квітня 1890. 